# طواف إسبانيا 1980
طواف إسبانيا 1980 هو سباق دراجات هوائية أقيم بتاريخ 22 أبريل – 11 مايو، تكون السباق من 19 مرحلة وامتدّ لمسافة 3,225 كم، استغرق السباق 88 ساعة 23 دقيقة 21 ثانية، وكانت فترة السباق من 22 أبريل إلى 11 مايو 1980، وفاز به فوستينو روبيريز من فريق زور للدراجات.